# Abd-al-Matín (nom)
Abd-al-Matín és un nom masculí teòfor àrab islàmic (àrab: عبد المتين, ʿAbd al-Matīn) que literalment significa ‘Servidor del Fort’, essent «el Fort» un dels epítets de Déu. Si bé Abd-al-Matín és la transcripció normativa en català del nom en àrab clàssic, també se'l pot trobar transcrit Abdul Matin, ‘Abdul Matien... normalment per influència de la pronunciació dialectal o seguint altres criteris de transliteració. Com a teòfor, també el duen molts musulmans no arabòfons que l'han adaptat a les característiques fòniques i gràfiques de la seva llengua: persa: عبدالمتین.